# Малкиня-Гурна (гмина)
Малкиня-Гурна (пол. Małkinia Górna) — сельская гмина (волость) в Польше, входит как административная единица в Острувский повет, Мазовецкое воеводство. Население — 12 296 человек (на 2004 год).

## Демография
| Перепись                       | Всего   | Всего | Женщины | Женщины | Мужчины | Мужчины |
| ------------------------------ | ------- | ----- | ------- | ------- | ------- | ------- |
| Единицы                        | человек | %     | человек | %       | человек | %       |
| Население                      | 12 296  | 100   | 6263    | 50,9    | 6033    | 49,1    |
| Плотность населения (чел./км²) | 91,7    | 91,7  | 46,7    | 46,7    | 45      | 45      |

## Сельские округа
1. Блендница
2. Борове
3. Данилово
4. Данилово-Парцеле
5. Данилувка-Первша
6. Глина
7. Гронды
8. Келчев
9. Клюково
10. Малкиня-Дольна
11. Малкиня-Гурна
12. Неговец
13. Орло
14. Подгуже-Газды
15. Понятово
16. Простынь
17. Пшевуз
18. Ростки-Пётровице
19. Ростки-Вельке
20. Суменжне
21. Треблинка
22. Зависты-Надбужне
23. Зависты-Подлесьне
24. Жахы-Павлы

## Поселения
1. Боречек
2. Данилувка-Друга
3. Каньково

## Соседние гмины
1. Гмина Брок
2. Гмина Церанув
3. Гмина Косув-Ляцки
4. Гмина Острув-Мазовецка
5. Гмина Садовне
6. Гмина Зарембы-Косцельне